# 芦笛景区
25°18′29″N 110°16′00″E / 25.30810199°N 110.26654306°E
芦笛景区位于中国广西桂林市区西北的桃花江畔，大门在芦笛路东侧。景区以游览岩洞和观赏风景为主，是桂林西北的唯一一座公园。
芦笛景区的重要景点有：芦笛岩、芳莲池、天桥。

## 印象

### 芦笛岩
芦笛岩被誉为“大自然的艺术之宫”，其洞内有大量奇特怪异的石笋、石乳、石柱、石幔、石花，它们组成了狮岭朝霞、蘑菇山传奇、石乳罗帐、光明楼、盘龙宝塔、原始森林、水晶宫、花果山等景观。洞内还存有贞元八年（792年）以来的历代壁画77则，都是用墨笔书写，有的壁画历经了1000余年，至今墨迹仍然可以辨认出来。

## 历史
- 1959年附近村民发现此洞并向市政府提供了岩洞的情况，半山腰只有一个小洞口，仅容一人进出。
- 1962年经过勘测建设，正式开放。
- 1986年邓小平参观芦笛景区，写下了“1986年元月26日到此一游。邓小平”，王震在邓小平签名的后面写下“陪随者王震”。